# Deutsche Presse-Agentur
Pour les articles homonymes, voir dpa.

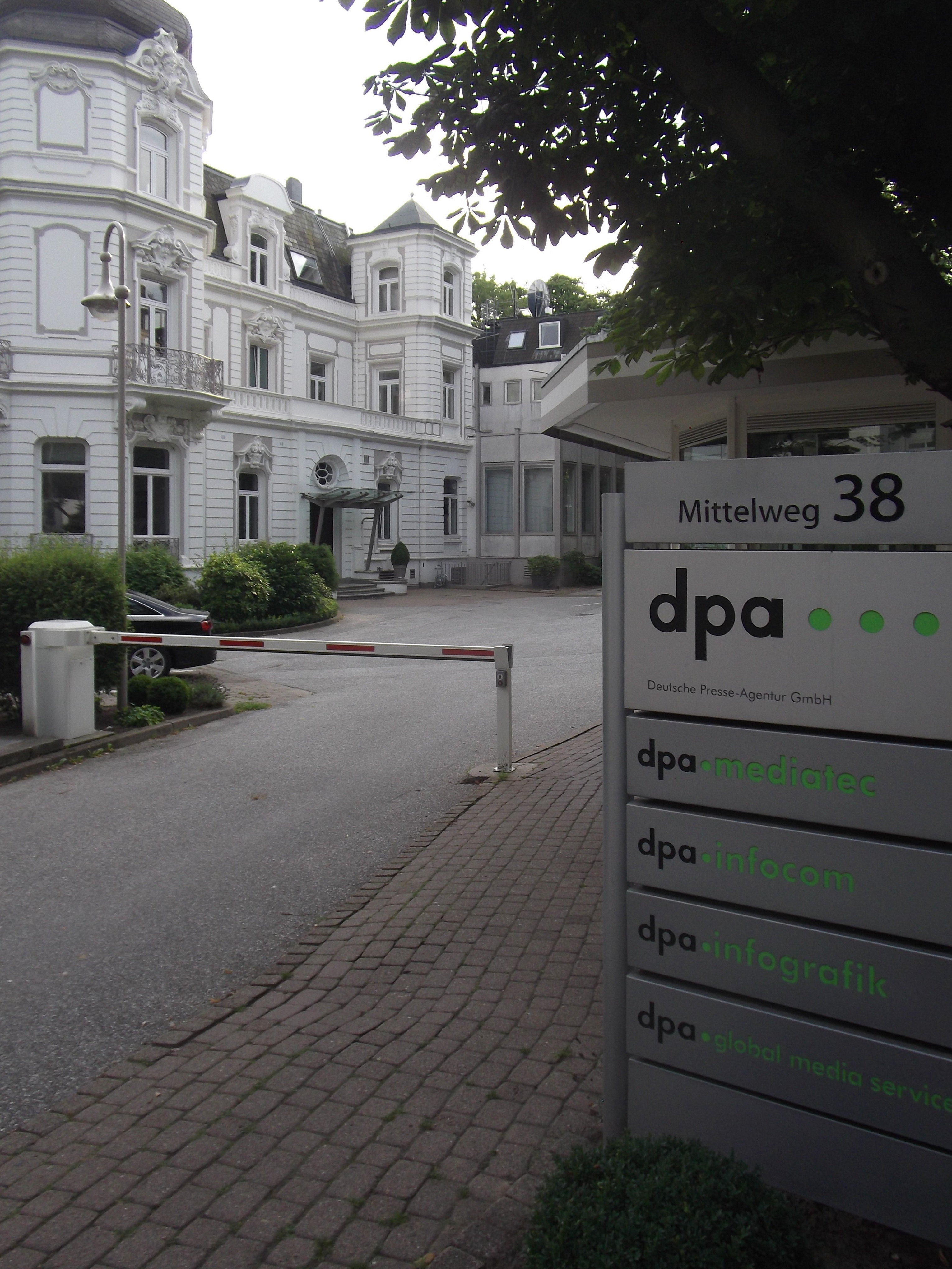
Siège de la dpa à Hambourg

La Deutsche Presse-Agentur (de son nom complet Deutsche Presse-Agentur GmbH, en abrégé : dpa, en minuscules) est la principale agence de presse de langue allemande, mais elle diffuse dans trois autres langues : anglais, espagnol et arabe. Son réseau mondial en fait presque une Agence de presse mondiale et généraliste.

## Présentation
Fondée en 1949 à Goslar, elle a son siège et sa rédaction principale à Hambourg (Allemagne). Elle a pris la succession du Deutsches Nachrichten Büro fondée en 1934 à Berlin. Elle appartient à plusieurs centaines de médias allemands. Aucun d'entre eux ne détient plus de 1,5 % du capital.
Elle réalise un chiffre d'affaires d'un peu moins de 90 millions d'euros et possède 1200 employés dans le monde, répartis sur plus de 120 pays et 50 bureaux en Allemagne.
- Rédactions annexes : Cork (Irlande), Madrid (Espagne) et Le Caire (Égypte) ;
- Rédactions régionales  : Bangkok (Thaïlande), Buenos Aires (Argentine) et Washington, D.C. (États-Unis).

Elle propose des services en quatre langues: allemand, en anglais, en espagnol et en arabe.
Sa partie "Musique" est diffusée en France par la société DALLE APRF.